# 에리크 사데
에리크 사데(Eric Saade, 1990년 10월 29일 ~ )은 스웨덴의 가수이다.

## 어린시절
사데는 팔레스타인 아버지(왈리드 사데)와 스웨덴인 어머니 사이에서 태어났다.

## 경력
그는 2011년에 유로비전 송 콘테스트에 참여하여 Manboy와 popular을 불렀다.

## 사생활
사데는 스톡홀름에 거주하고 있으며 몰리 산덴과 교재 중이다.